# Internet Explorer 8
Windows Internet Explorer 8 （ウィンドウズ インターネット エクスプローラー エイト）はマイクロソフトが2009年3月20日に公開した Internet Explorer ファミリーのウェブ ブラウザーである。

## 特徴

### InPrivate ブラウズ
Internet Explorer 8 では閲覧履歴や Cookie などの閲覧時に発生するデータを残さない InPrivate ブラウズ機能を追加した。InPrivate ブラウズ機能によってこの機能は通常のモードでは別に起動するため、InPrivate モードと通常モードを同時に併用することが可能である。
具体的に閲覧履歴・インターネット一時ファイル・フォーム データ・Cookie・ユーザー名/パスワード・検索履歴を残さない。標準設定ではアドオンなどによる拡張機能は InPrivate ブラウズ時は自動で無効にされる。

### SmartScreen フィルター
IE7 で実装されたフィッシング詐欺対策機能が強化され、マイクロソフトのフィッシング詐欺のサイトやマルウェア感染のページに接続する前にブロックされる機能が実装された。

### Web スライス
Web スライスはニュースや天気、オークションの状態などページの中の情報をユーザーが購読する機能である。購読した情報はお気に入りバーで表示することができ、情報は自動で更新される。
Web スライスは XML ベースの仕様で、Microsoft Open Specification Promise の元で仕様が公開されている。

### アクセラレータ
アクセラレータは主にページ上にあるテキストを選択した情報をウェブ サービスを利用して追加情報を得るための機能である。標準で検索や翻訳、地図や電子メールへのアクセスするアクセラレータが含まれている。
アクセラレータは XML ベースの仕様で、Microsoft Open Specification Promise の元で仕様が公開されている。

### ウェブ標準準拠
Internet Explorer 8 はウェブ標準に準拠するように開発された。Internet Explorer 8 の標準モードではウェブ標準に準拠するように、互換性モードでは Internet Explorer 7 以前の仕様に準拠するようになっている。
これはバージョン ベクターによって切り替えることができる、Quirks mode・IE7・IE8 とそれぞれの仕様に切り替えられる。
Internet Explorer 8 はウェブスタンダードプロジェクトが公開している Acid2 テストに合格した。
Internet Explorer 8 はいくつかのウェブ標準に対応・追加準拠した。例として以下のものが挙げられる。
- CSS1 の完全対応。CSS2.1 の多くの対応。CSS3 の部分的対応。
- Data URI
- HTML 4.01 の準拠強化
- JSON
- Selectors API level 1
- Session Storage および Local Storage

### タブ ブラウジングの強化
タブから開いた別のタブがそれぞれ開いたタブと色分けによるグループ化が行われようになった。
最後に閲覧したセッションの再開する機能も実装され、閉じたページのタブを再度開く機能も実装された。この機能は InPrivate モードで閲覧していたセッションは再開できない。

### 開発者ツール
Internet Explorer 8 では HTML・CSS・JavaScript のデバッグやチェックを行える機能が標準で含まれる。

### 検索機能
IE7 で追加された検索ボックスの機能が強化され、キーワード入力時に検索プロバイダーから提供される検索候補を扱えるようになった。この検索候補は OpenSearch 規格に準拠したものである。
ページ内の検索機能も実装し直され、テキストの強調表示や該当のテキスト間の移動を行えるようになった。

### 自動クラッシュ回復
Internet Explorer 8 ではタブごとにプロセスが分離され、タブのクラッシュが他のタブに影響を与えることはなくなった。クラッシュしたタブは自動で回復処理に入る。

### 互換表示

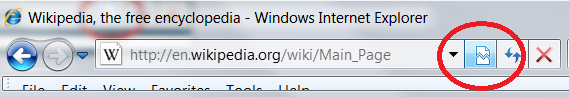
アドレスバーの右側にある赤い丸の場所が互換モードのボタン

- Internet Explorer 7 以前のブラウザに近いページレンダリングに切り替える [互換表示] ボタンが実装された。完全な互換表示を実現しているわけでは無く、IE7以前のブラウザで正常に表示されていてもIE8の[互換表示]では表示レイアウトが崩れる場合がある。

### 対応OS
IE8はWindows XP・Windows Server 2003・Windows Vista・Windows Server 2008・Windows 7・Windows Server 2008 R2が使用する事ができる。

### その他
- IE7 では既定で無効になっていた DEP（データ実行防止）によるメモリ保護が既定で有効となった。
- クロス サイト スクリプティング (XSS) による情報の漏えいを防止する「XSS フィルター」が実装された。
- アドレス バーでは Web アドレスのドメイン名が他の Web アドレス部分と区別して強調表示される「ドメイン ハイライト機能」が追加された。
- ページのレンダリングや JavaScript においてパフォーマンス強化がされた。
- ユーザーの Web サイトのアクセス情報を基に、ユーザーが興味を持つと思われる Web サイトを提案する「おすすめサイト」機能が実装された。

## 終焉
Windows XPが2014年4月に、Windows Server 2003も2015年7月にそれぞれサポート終了したことで、マイクロソフトは、Internet Explorerのサポートポリシーを変更することを発表。このため、Windows Vista以降のOSは、2016年1月12日をもって最新のInternet Explorerのバージョンのみをサポートする方針をとったが、この項目にInternet Explorer8は該当しないため、同日をもって完全にサポートが終了した。